# Nazionale maschile di calcio della Repubblica Centrafricana
La nazionale di calcio della Repubblica Centrafricana è la rappresentativa nazionale calcistica della Repubblica Centrafricana ed è posta sotto l'egida della Fédération Centrafricaine de Football. Fondata nel 1961, è affiliata alla FIFA dal 1964 ed alla CAF dal 1965.
La selezione non è mai riuscita a qualificarsi alla Coppa d'Africa (ha però sfiorato la qualificazione per le edizioni 2012 e 2013) né al campionato mondiale di calcio. La squadra non ha preso parte alle qualificazioni per la Coppa d'Africa 2008 e 2010 su decisione della federazione. Ha inoltre disertato per quattro volte le qualificazioni alla Coppa d'Africa e per due volte è stata squalificata dalle qualificazioni per incidenti sugli spalti.
Nella graduatoria FIFA in vigore dall'agosto 1993 il miglior posizionamento raggiunto è stato il 49º posto dell'ottobre 2012, mentre il peggiore è stato il 202º posto del luglio 2009 e dell'agosto 2010. Occupa il 118º posto della graduatoria.

## Storia
La squadra esordì con il nome di Ubangi-Sciari nel 1956 contro il Camerun francese. La Fédération Centrafricaine de Football fu fondata nel 1961 e si affiliò alla FIFA nel 1964 ed alla CAF nel 1965. Nel 2009 vinse la Coppa CEMAC battendo in semifinale il Gabon e in finale la Guinea Equatoriale per 3-0.
Il 10 ottobre 2010 ottenne una vittoria storica, in casa per 2-0 contro la ben più quotata Algeria, tra le 32 finaliste del campionato del mondo 2010, in una partita di qualificazione alla Coppa d'Africa 2012. Grazie a quel successo la Repubblica Centrafricana salì temporaneamente al primo posto del girone di qualificazione, ma non riuscì poi a ottenere l'accesso alla fase finale del torneo.
Nel luglio 2011 salì all'89º posto della classifica mondiale della FIFA, dopo averne occupato il 202º posto nel luglio 2009 e nell'agosto 2010. Il 2 giugno 2012 ottenne la prima vittoria nelle eliminatorie CAF del campionato del mondo, battendo per 2-0 in casa il Botswana. Il 15 giugno 2012, pur ridotta in dieci uomini, conseguì una storica vittoria per 2-3 in casa dell'Egitto nel primo turno delle eliminatorie della Coppa d'Africa 2013, infliggendo la prima sconfitta interna agli egiziani nelle eliminatorie della Coppa d'Africa dal 1965. Grazie al pareggio per 1-1 in casa nella gara di ritorno eliminò gli egiziani, ma al secondo turno fu poi eliminata dal Burkina Faso.

## Commissari tecnici
- Evgenij Rogov (1973-1976)
- Jules Accorsi (2010-2012)
- Herve Lougoundji (2012-2014, ad interim)
- Raoul Savoy (2014-2015)
- Blaise Kopogo (2015-2016)
- Herve Lougoundji (2016-2017)
- Raoul Savoy (2017-2019)
- François Zahoui (2019-2021)
- Raoul Savoy (2021-2024)
- Yamissi 2024 ad interim)
- Rigobert Song (2025-)

## Palmarès
- Coppa CEMAC:

Campione (1): Repubblica Centrafricana 2009
Secondo posto (1): Repubblica del Congo 2003
- UNIFAC Cup:

Secondo posto

## Partecipazioni ai tornei internazionali

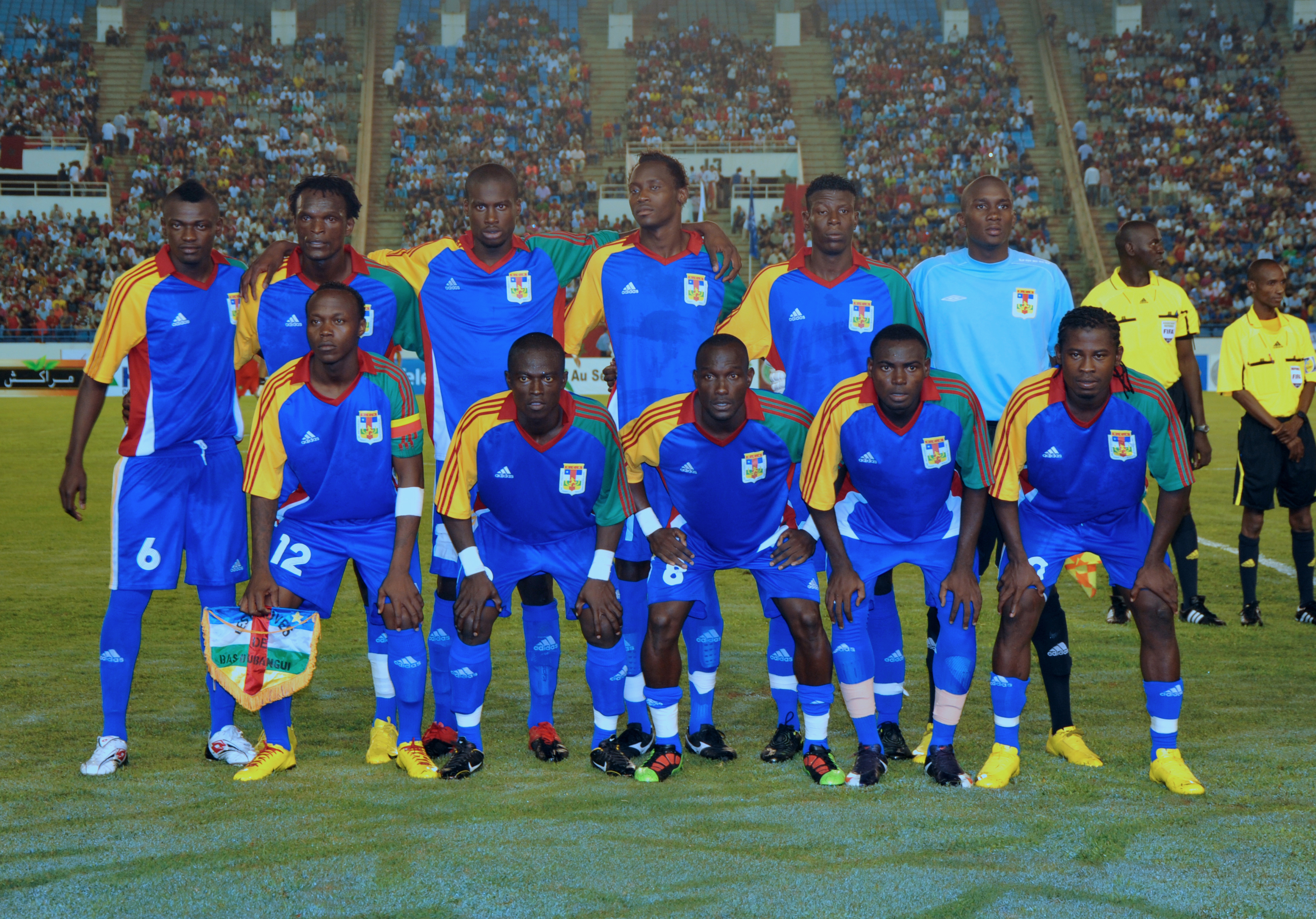
La formazione centrafricana che ha sfiorato la qualificazione alla Coppa d'Africa 2012.

### Mondiali
- Dal 1930 al 1974 - Non partecipante
- 1978 - Ritirata
- 1982 - Squalificata durante le qualificazioni
- Dal 1986 al 1998 - Non partecipante
- 2002 - Non qualificata
- 2006 - Ritirata
- 2010 - Non partecipante
- Dal 2014 al 2022 - Non qualificata

### Coppa d'Africa
- Dal 1957 al 1972 - Non partecipante
- 1974 - Squalificata durante le qualificazioni
- 1976 - Ritirata
- Dal 1978 al 1986 - Non partecipante
- 1988 - Non qualificata
- Dal 1990 al 1994 - Non partecipante
- 1996 - Ritirata
- 1998 - Squalificata durante le qualificazioni
- 2000 - Ritirata
- Dal 2002 al 2004 - Non qualificata
- 2006 - Ritirata
- Dal 2008 al 2010 - Non partecipante
- Dal 2012 al 2021 - Non qualificata

## Rosa attuale
Lista dei giocatori convocati per la doppia sfida contro Capo Verde e Liberia del novembre 2021, valevoli per le qualificazioni alla Coppa d'Africa 2021.
| 1  | P | Prince Samolah         | 5 settembre 1985 | 13 | 0 | EFC5 de Bangui         |  |  |
|    |   |                        |                  |    |   |                        |  |  |
| 2  | D | Saint-Cyr Ngam Ngam    | 27 gennaio 1993  | 27 | 0 | DFC8                   |  |  |
| 3  | D | Flory Yangao           | 13 gennaio 2002  | 9  | 0 | Olympic Real de Bangui |  |  |
| 5  | D | Sadock Ndobé           | 9 settembre 1998 | 11 | 0 | AS Tempête Mocaf       |  |  |
|    | D | Sidney Dambakizi       | 7 marzo 1996     | 2  | 0 | Anges de Fatima        |  |  |
| 20 | D | Thibault Ban           | 13 agosto 1996   | 7  | 0 | Anges de Fatima        |  |  |
| 21 | D | Peter Guinari          | 2 giugno 2001    | 5  | 0 | Pipinsried             |  |  |
|    | D | Freeman Niamathé       | 12 marzo 1999    | 6  | 0 | Anges de Fatima        |  |  |
| 11 | D | Séverin Tatolna        | 10 gennaio 2002  | 0  | 0 | Skellefteå             |  |  |
|    |   |                        |                  |    |   |                        |  |  |
| 6  | C | Melky Ndokomandji      | 26 agosto 1997   | 4  | 0 | Olympic Real de Bangui |  |  |
| 7  | C | Tresór Toropité        | 31 luglio 1994   | 13 | 2 | AS Tempête Mocaf       |  |  |
| 8  | C | Junior Gourrier        | 12 aprile 1992   | 22 | 4 | DFC8                   |  |  |
|    | C | Cyrus Stéphane Grengou | 10 aprile 1997   | 2  | 0 | SCAF Tocages           |  |  |
| 13 | C | Isaac Ngoma            | 9 dicembre 2002  | 4  | 1 | Anges de Fatima        |  |  |
| 18 | C | Jospin Gaopandia       | 19 aprile 2000   | 8  | 0 | Anges de Fatima        |  |  |
| 19 | C | Brad Pirioua           | 6 marzo 2000     | 0  | 0 | Atlético Porcuna       |  |  |
|    |   |                        |                  |    |   |                        |  |  |
| 15 | A | Georgino M'Vondo       | 12 agosto 1997   | 7  | 0 | Angoulême              |  |  |
| 10 | A | Karl Namnganda         | 8 febbraio 1996  | 4  | 1 | Les Herbiers           |  |  |